# Sorex coronatus
Sorex coronatus är en däggdjursart som beskrevs av Pierre-Aimé Millet 1828. Sorex coronatus ingår i släktet Sorex och familjen näbbmöss. IUCN kategoriserar arten globalt som livskraftig. Inga underarter finns listade i Catalogue of Life. Det svenska trivialnamnet Millets näbbmus förekommer för arten.
Denna näbbmus förekommer i centrala och västra Europa från Tyskland till norra Spanien. Den lever främst i låglandet och i låga bergstrakter upp till 1200 meter över havet. Sällan når den 2200 meters höjd. Habitatet varierar men det behövs vanligen ett tätare växtskikt på marken. Arten hittas bland annat i skogar, vid större buskar eller på marskland. Sorex coronatus kan i viss mån anpassa sig till kulturlandskap.